# Øvre-Dividal-Nationalpark
Der Øvre-Dividal-Nationalpark (norwegisch Øvre Dividal nasjonalpark, nordsamisch Dieváidvuovddi) ist ein Nationalpark in Nord-Norwegen. Er wurde 1971 gegründet, um das dortige Stück nahezu unberührter typischer Inlandsnatur des nördlichen Norwegen mit seinen teilweise seltenen Arten und Pflanzen sowie dem kulturellen Erbe zu erhalten und zu schützen.
Der 770 km² große Nationalpark gehört zur Gemeinde Målselv in der Provinz Troms. Er grenzt an das 19 km² große Dividalen Naturschutzgebiet und im Osten an die schwedische Grenze.

## Geografie, Landschaft und Geologie
Der Øvre-Dividal weist unterschiedliche Geländeformen auf. So gibt es bewaldete Täler, in denen sich noch echter Urwald findet, wellige Hochebenen, Moore, Sümpfe und Heiden bis hin zu mächtigen Fjells. Im Zentrum des Parkes befindet sich das Flusstal des Divielva.
Die vorherrschenden Gesteinsarten sind Konglomerat, Sandstein und Schiefer. Höchste Erhebung des Nationalparks ist mit 1.633 m das Kistefjell.

## Flora und Fauna

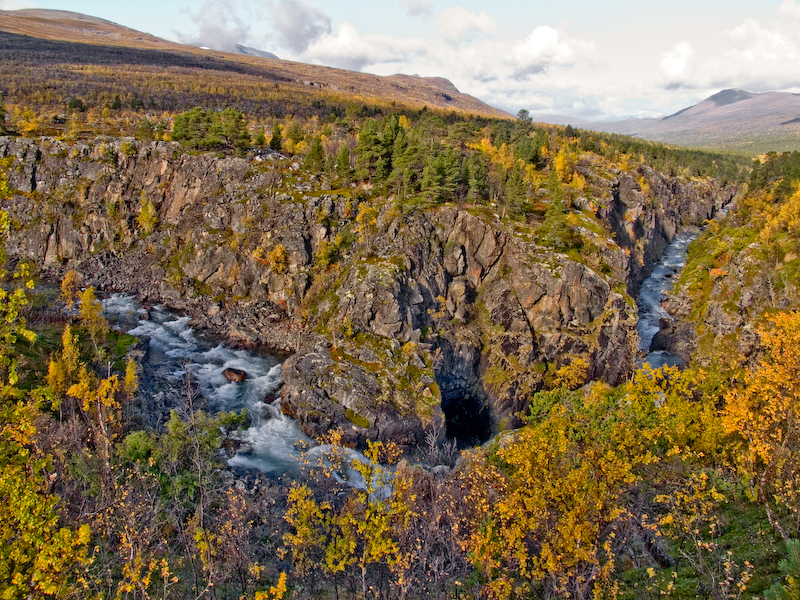
Øvre Dividal,
Fluss Anjajohka (Anjavasselva)

Die Flora besteht teilweise aus Kiefern- und, bis in einer Höhenlage von 700 Metern, auch aus Birkenwald.
Charakterpflanzen oberhalb der Baumgrenze sind vor allem Arktischer Mohn, Lappland-Alpenrose und Lappland-Spitzkiel.
Im Nationalpark werden regelmäßig Spuren des Eurasischen Luchses, der Braunbär, der Wolf und der Vielfraß gefunden. Im Park befindet sich zudem die höchste Populationsdichte des Vielfraßes in ganz Norwegen.
Im Øvre-Dividal leben und wachsen etwa 50 verschiedene Arten von Käfern, Pilzen und Flechten, die auf der Roten Liste stehen.

## Kulturerbe
Im Park fand man einige vorchristliche samische Opferstätten und Spuren von Rentierhaltung. Durch Norweger ist das Gebiet etwa seit dem 17./18. Jahrhundert bevölkert worden.
Der Name Dividalen kommt vom nordsamischen Wort dievva, welches runder, trockener Haufen bedeutet, also Kot.

## Tourismus und Verwaltung
Durch den Nationalpark führt der Wanderweg Nordkalottruta. Der norwegische Wanderverein unterhält die Berghütten Vuomahytta, Dividalshytta und Dærtahytta.